# Enceliopsis
Genre
Enceliopsis est un genre de plante à fleurs de la famille des Composées (Asteraceae).

## Liste d'espèces
Selon ITIS :
- Enceliopsis argophylla (D.C. Eat.) A. Nels.
- Enceliopsis covillei (A. Nels.) Blake
- Enceliopsis nudicaulis (Gray) A. Nels.
- Enceliopsis nutans (Eastw.) A. Nels.